# Theodor Herzog
Theodor Carl (Karl) Julius Herzog (Freiburg im Breisgau, 7 de julho de 1880 - Jena, 6 de maio de 1961) foi um botânico alemão, atuando no século XX e citado no meio científico simplesmente como Herzog ou Herz.
Coletou, identificou e classificou diversas espécies de plantas, da América do Sul e outras localidades do mundo.
Seus trabalhos mais famosos são com o grupo das plantas briófitas, embora tenha estudados espécies de outras famílias.

## Referência
1. 1 2 3  «Biografia de Herzog, Theodor Carl (Karl) Julius (1880-1961)» (em inglês). Site oficial da JSTOR. Consultado em 8 de agosto de 2018